# 21. македонска ударна бригада
Двадесетпрва македонска ударна бригада НОВЈ формирана је 19. октобра 1944. године у околини Берова. Састојала се од три пешадијска и једног пратећег батаљона, јачине око 700 бораца. Била је у саставу 51. македонске дивизије. До ослобођења Македоније дејствовала је у рејону Струмице и истакла се у борбама за њено ослобођење од 29. октобра до 5. новембра 1944. године, а потом је упућена у Ђевђелију где је посела југословенско-бугарску границу.